# Maison de Milica Ivanović à Trstenik
La maison de Milica Ivanović à Trstenik (en serbe cyrillique : Кућа Милице Ивановић у Трстенику ; en serbe latin : Kuća Milice Ivanović u Trsteniku) se trouve à Trstenik, dans le district de Rasina, en Serbie. Elle est inscrite sur la liste des monuments culturels protégés de la République de Serbie (identifiant no SK 910),.

## Présentation
La maison a été construite au XIXe siècle.